# 第26届评论家选择电影奖
第26届评论家选择电影奖（英語：26th Critics' Choice Awards）于2021年3月7日在美国加利福尼亚州圣莫妮卡机场贝克机库（Barker Hangar）举行，与第11届评论家选择电视奖同期举办，表彰2020年电影行业杰出成绩。典礼由CW电视网转播，泰·迪哥斯第三次主持。提名名单于2021年2月8日公布。

## 获奖和提名名单

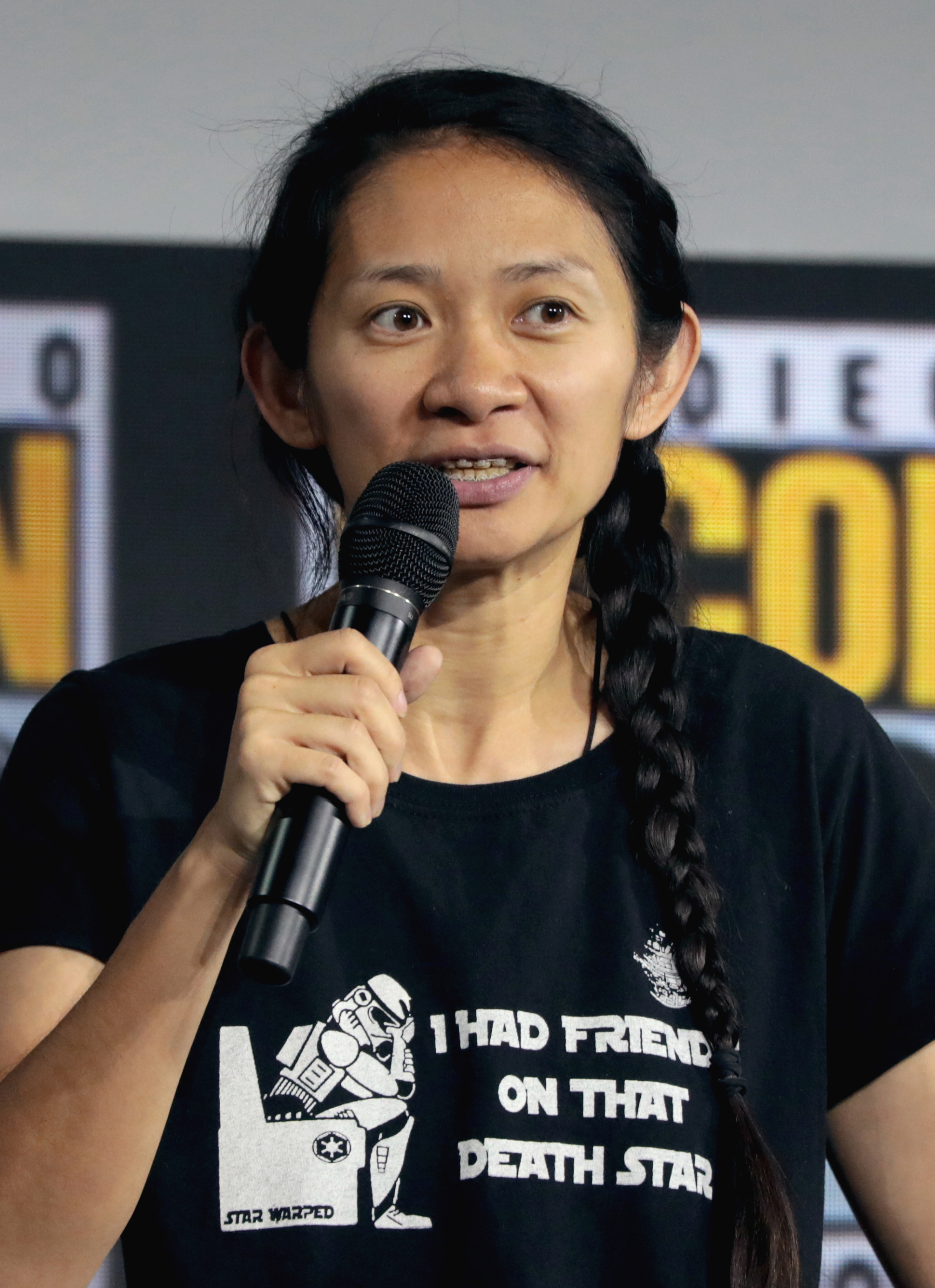
最佳导演和最佳改编剧本：趙婷

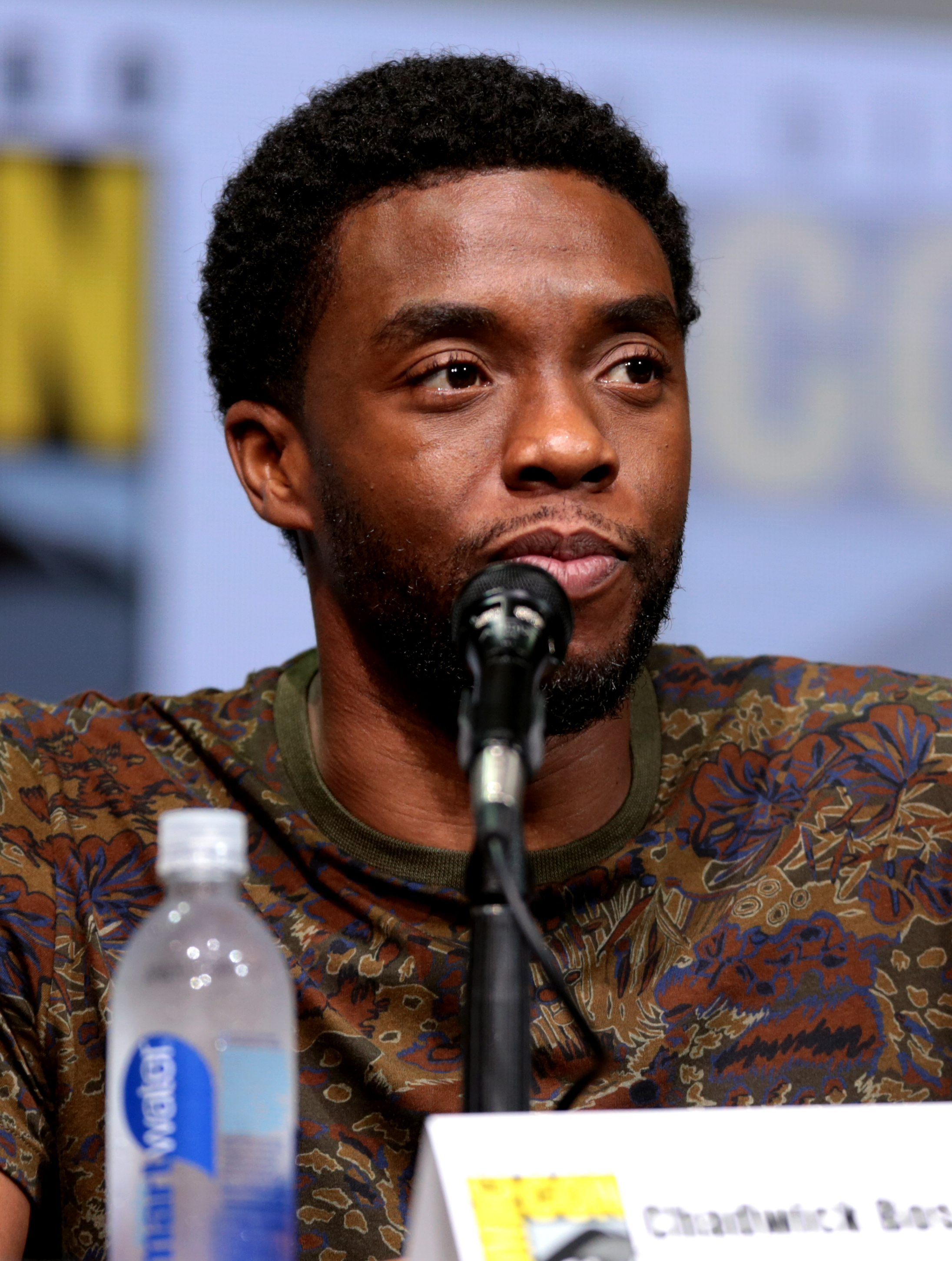
最佳男演员：查德維克·博斯曼

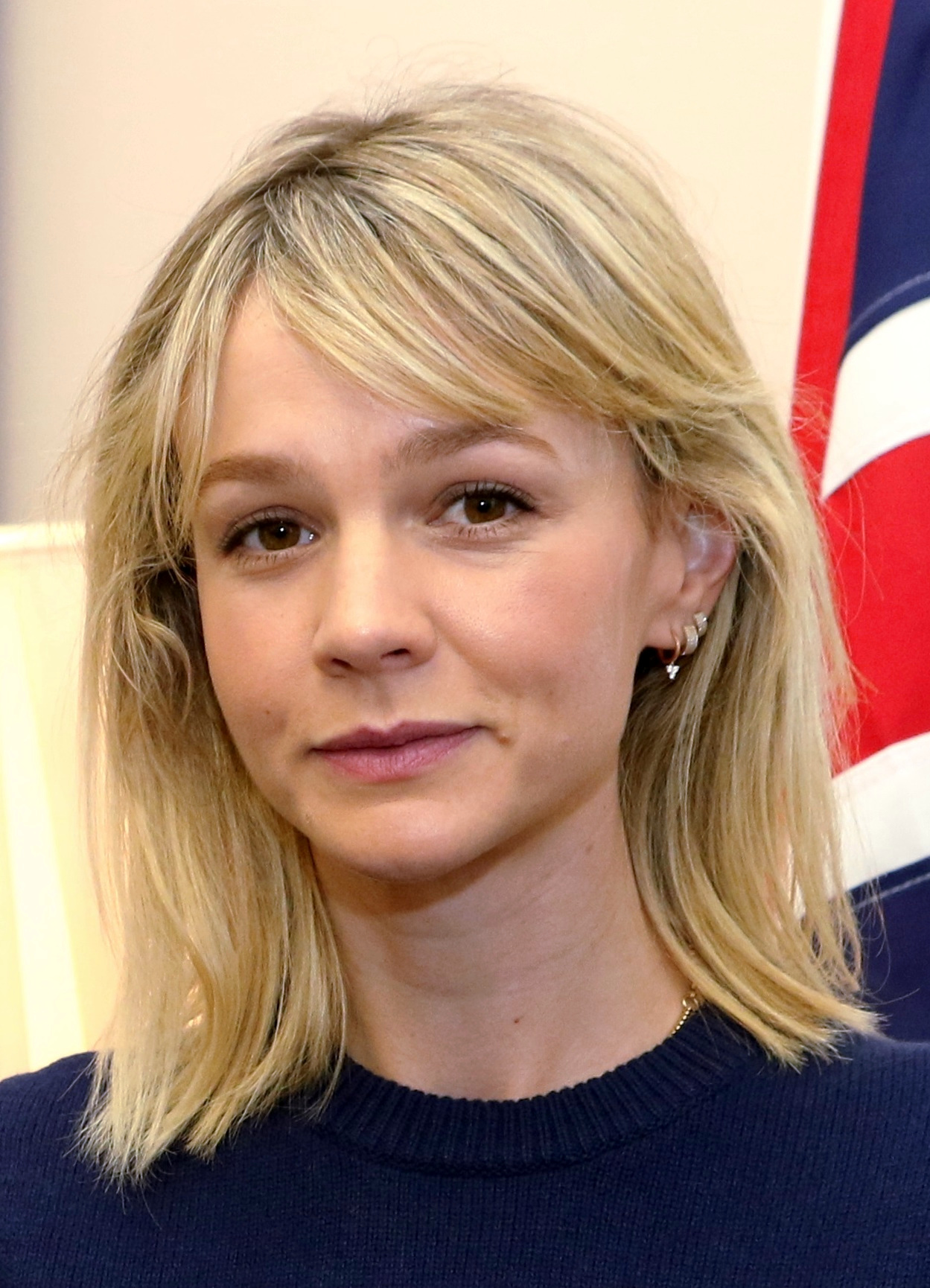
最佳女演员：嘉莉·慕萊根

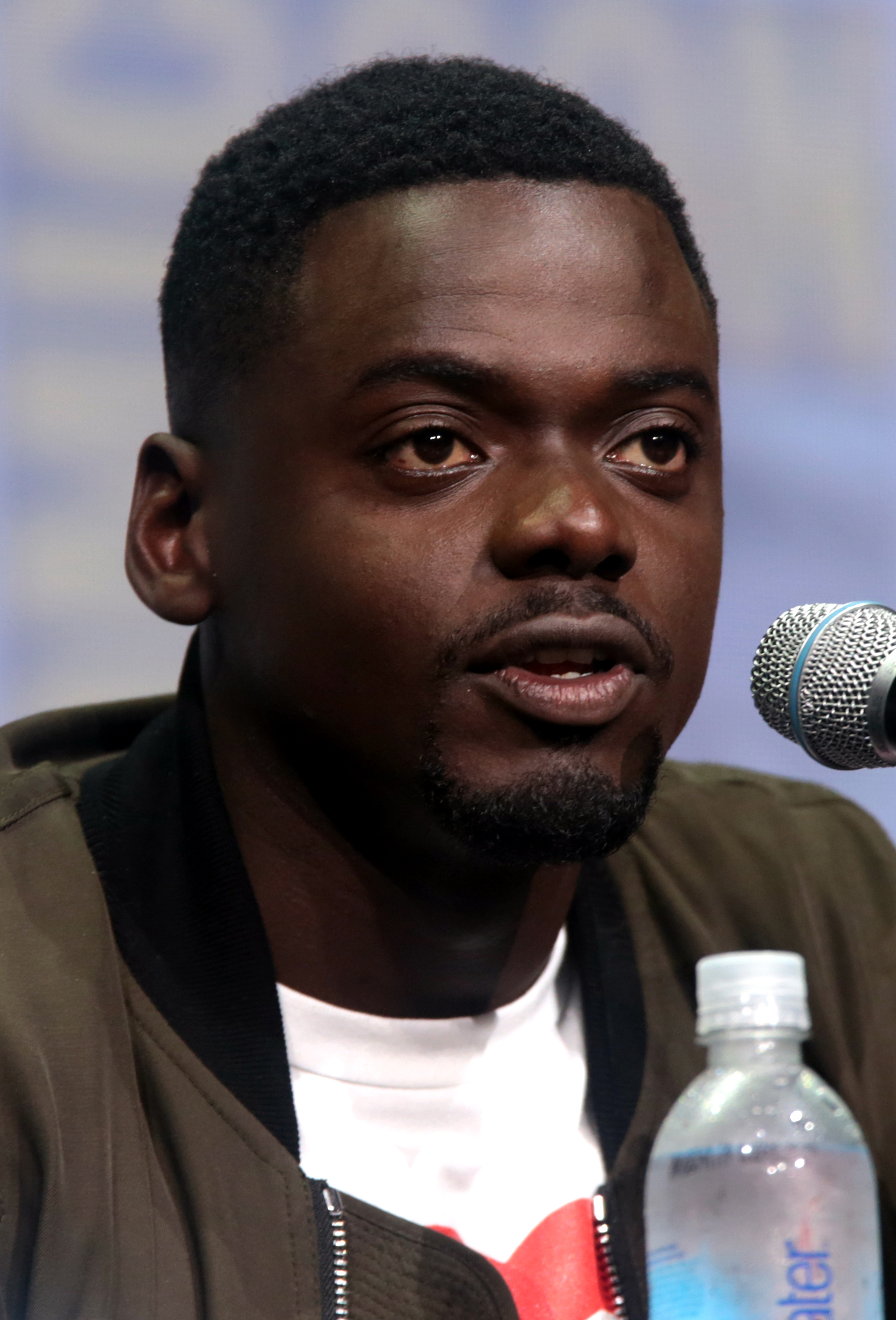
最佳男配角：丹尼尔·卡卢亚

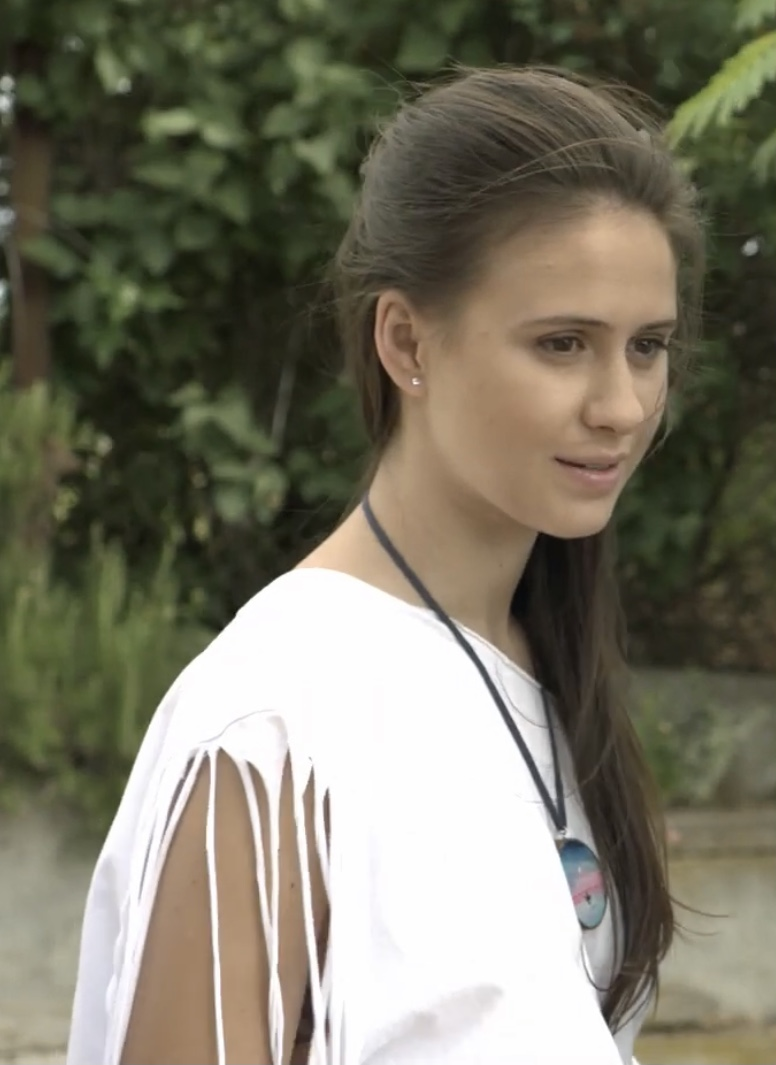
最佳女配角：瑪麗亞·巴卡洛娃

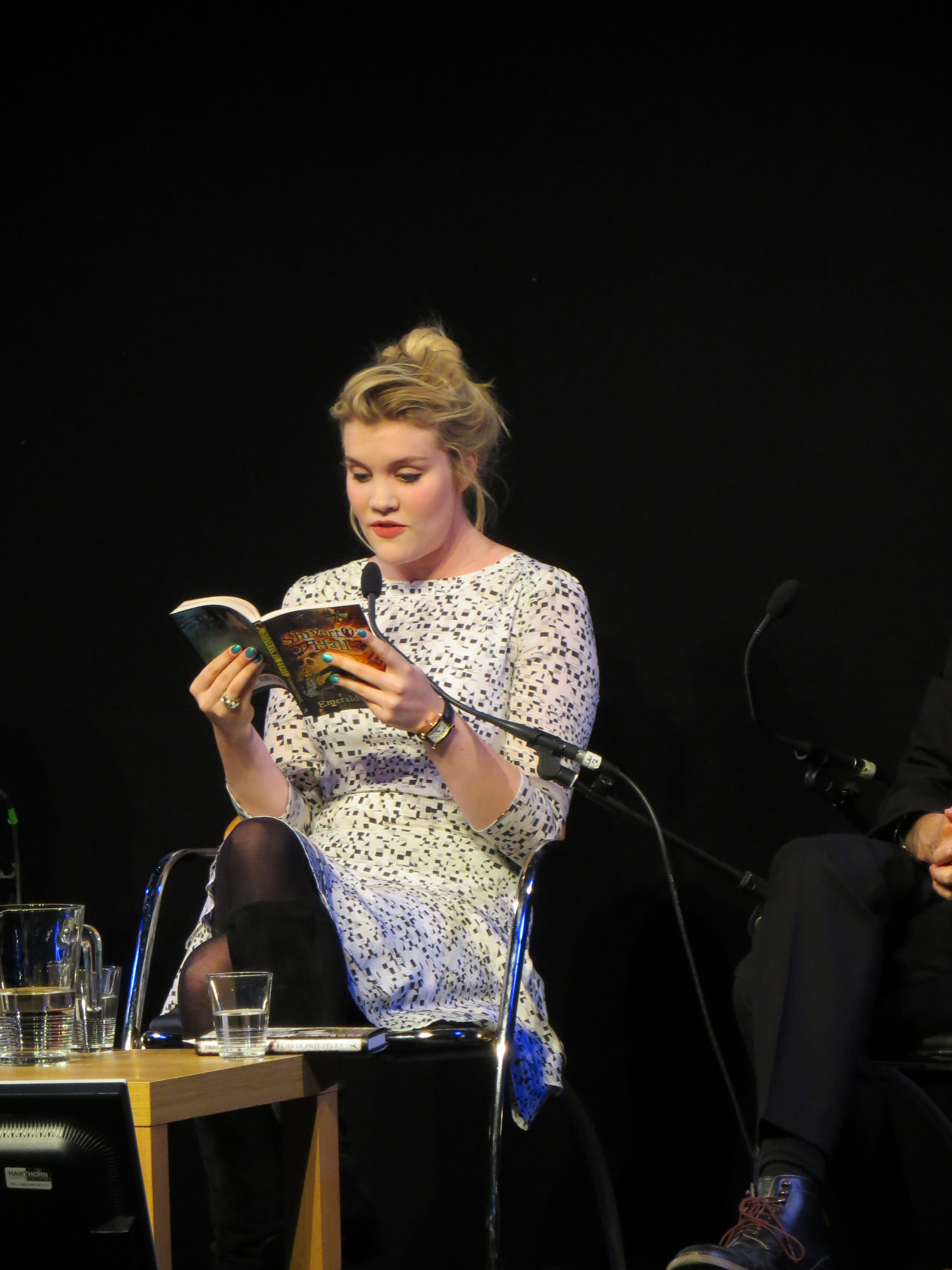
最佳原创剧本：埃默拉尔德·芬内尔

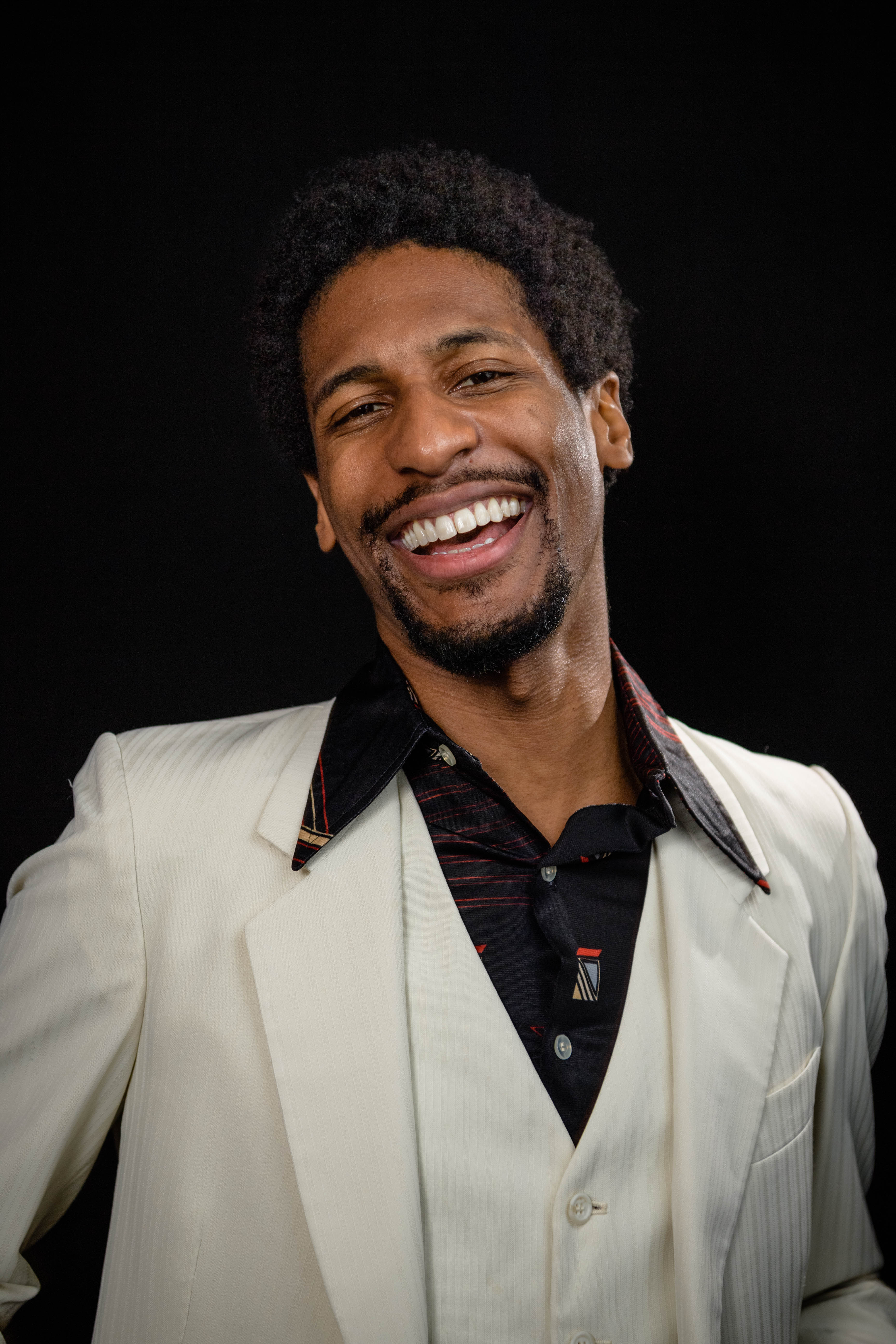
最佳電影配樂：乔恩·巴蒂斯特

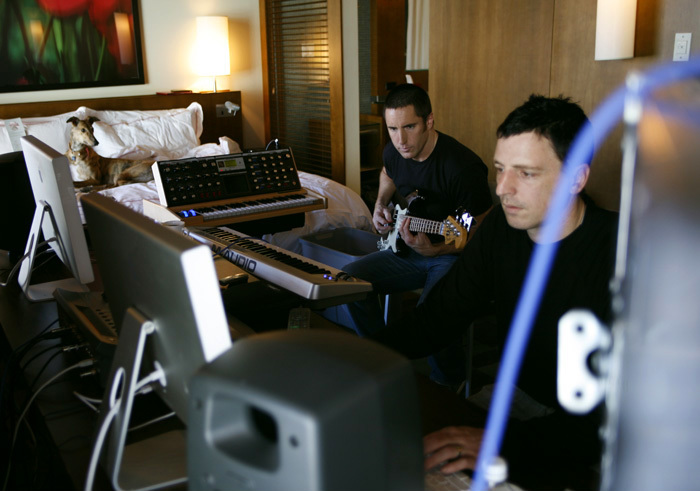
最佳電影配樂：特倫特·雷澤諾和阿提克斯·羅斯

| 最佳电影 - 《无依之地》 - 《誓血五人组》 - 《蓝调天后》 - 《曼克》 - 《夢想之地》 - 《世界新闻》 - 《迈阿密的一夜》 - 《前程似锦的女孩》 - 《金属之声》 - 《芝加哥七人案：驚世審判》 | 最佳導演 - 趙婷 – 《无依之地》 - 鄭李爍 – 《夢想之地》 - 埃默拉尔德·芬内尔 – 《前程似锦的女孩》 - 大卫·芬奇 – 《曼克》 - 蕾吉娜·金 – 《迈阿密的一夜》 - 史派克·李 – 《誓血五人组》 - 艾倫·索金 – 《芝加哥七人案：驚世審判》 |
| 最佳男主角 - 查德維克·博斯曼 – 《蓝调天后》 - 本·阿弗莱克 – 《回歸之路》 - 里兹·阿迈德 – 《金属之声》 - 汤姆·汉克斯 – 《世界新闻》 - 安東尼·霍普金斯 – 《困在时间里的父亲》 - 德尔罗伊·林多 – 《誓血五人组》 - 加里·奧德曼 – 《曼克》 - 史蒂文·連 – 《夢想之地》                                        | 最佳女主角 - 嘉莉·慕萊根 – 《前程似锦的女孩》 - 维奥拉·戴维斯 – 《蓝调天后》 - 安德拉·戴 – 《美国诉比莉·哈乐黛》 - 西德尼·弗拉尼根 – 《从不，很少，有时，总是》 - 凡妮莎·寇比 – 《女人的碎片》 - 法蘭絲·麥杜雯 – 《无依之地》 - 赞达亚 – 《马尔科姆和玛丽》 |
| 最佳男配角 - 丹尼尔·卡卢亚 – 《猶大與黑色彌賽亞》 - 沙查·巴隆·科恩 – 《芝加哥七人案：驚世審判》 - 查德維克·博斯曼 – 《誓血五人组》 - 比爾·莫瑞 – 《触礁》 - 小莱斯利·奥多姆 – 《迈阿密的一夜》 - 保罗·拉西 – 《金属之声》                                                                               | 最佳女配角 - 瑪麗亞·巴卡洛娃 – 《芭樂特電影續集》 - 艾倫·鮑絲汀 – 《女人的碎片》 - 格伦·克洛斯 – 《乡下人的悲歌》 - 奧莉薇雅·柯爾曼 – 《困在时间里的父亲》 - 阿曼達·西耶弗里德 – 《曼克》 - 尹汝貞 – 《夢想之地》 |
| 最佳年輕演員 - 艾倫·金 – 《夢想之地》 - Ryder Allen – 《帕尔默》 - Ibrahima Gueye – 《來日同行》 - 塔利娅·莱德 – 《从不，很少，有时，总是》 - Caoilinn Springall – 《永夜漂流》 - 海伦娜·泽格尔 – 《世界新闻》                                                                                          | 最佳整體演出 - 《芝加哥七人案：驚世審判》 - 《誓血五人组》 - 《猶大與黑色彌賽亞》 - 《蓝调天后》 - 《夢想之地》 - 《迈阿密的一夜》 |
| 最佳原创剧本 - 埃默拉尔德·芬内尔 – 《前程似锦的女孩》 - 鄭李爍 – 《夢想之地》 - 傑克·芬奇 – 《曼克》 - 伊萊莎·希特曼 – 《从不，很少，有时，总是》 - 達瑞斯·馬德爾、亞伯拉罕·馬德（Abraham Marder） – 《金属之声》 - 艾倫·索金 – 《芝加哥七人案：驚世審判》                                              | 最佳改编剧本 - 趙婷 – 《无依之地》 - 保羅·葛林葛瑞斯和卢克·戴维斯 – 《世界新闻》 - 基斯杜化·咸頓和弗洛里安·澤勒 – 《困在时间里的父亲》 - 肯普·包沃斯 – 《迈阿密的一夜》 - 乔纳森·雷蒙德和凱莉·萊卡特 – 《第一头牛》 - 魯本·聖地牙哥-哈德森 – 《蓝调天后》 |
| 最佳攝影 - 喬舒亞·詹姆斯·理查茲（Joshua James Richards） – 《无依之地》 - 克里斯·布劳维特 – 《第一头牛》 - 埃里克·梅塞施密特 – 《曼克》 - 拉克蘭·邁爾內（Lachlan Milne） – 《夢想之地》 - 紐頓·湯瑪士·席格 – 《誓血五人组》 - 霍伊特·范·霍伊特瑪 – 《TENET天能》 - 達魯休·沃爾斯基 – 《世界新闻》       | 最佳剪接 - 艾倫·鮑姆加登 – 《芝加哥七人案：驚世審判》 - 米克爾·E·G·尼爾森（Mikkel E.G. Nielsen） – 《金属之声》 - 柯克·巴克斯特 – 《曼克》 - 珍妮佛·蓮 – 《TENET天能》 - 尤格·藍布里諾斯（Yorgos Lamprinos） – 《困在时间里的父亲》 - 趙婷 – 《无依之地》 |
| 最佳服裝設計 - 安·罗斯 – 《蓝调天后》 - 亞歷珊卓·拜恩 – 《艾瑪.》 - 比娜·戴格勒（Bina Daigeler） – 《花木兰》 - 蘇琪·哈曼（Suzie Harman）和羅伯特·沃利（Robert Worley） – 《大卫·科波菲尔的个人史》 - 南西·史坦納（Nancy Steiner） – 《前程似锦的女孩》 - 翠許·桑莫菲爾（Trish Summerville） – 《曼克》 | 最佳美術指導 - 唐納德·格雷厄姆·伯特和尚·帕卡萊 – 《曼克》 - 克莉絲汀娜·卡薩里（Cristina Casali）和夏洛特·迪瑞克斯（Charlotte Dirickx） – 《大卫·科波菲尔的个人史》 - 大卫·克兰克和伊莉莎白·基南（Elizabeth Keenan） – 《世界新闻》 - 納森·克羅利和凱西·盧卡斯（Kathy Lucas） – 《TENET天能》 - 史黛拉·福斯（Stella Fox）和卡夫·昆恩（Kave Quinn） – 《艾瑪.》 - 凱倫·歐哈拉、馬克·瑞克（Mark Ricker）、黛安娜·斯臘頓（Diana Sroughton） – 《蓝调天后》 |
| 最佳電影配樂 - 乔恩·巴蒂斯特、特倫特·雷澤諾和阿提克斯·羅斯 – 《靈魂奇遇記》 - 亚历山大·德斯普拉 – 《永夜漂流》 - 魯德溫·葛瑞森 – 《TENET天能》 - 詹姆斯·紐頓·霍華 – 《世界新闻》 - 艾米利·莫澤里 – 《夢想之地》 - 特倫特·雷澤諾和阿提克斯·羅斯 – 《曼克》                                               | 最佳電影原創歌曲 - 〈Speak Now〉 – 《迈阿密的一夜》 - 〈Everybody Cries〉 – 《72小時前哨救援》 - 〈Fight for You〉 – 《猶大與黑色彌賽亞》 - 〈胡薩維克〉 – 《歐洲歌唱大賽：火焰傳說》 - 〈Io sì〉 – 《來日同行》 - 〈Tigress & Tweed〉 – 《美国诉比莉·哈乐黛》 |
| 最佳化妝與髮型設計 - 《蓝调天后》 - 《艾瑪.》 - 《乡下人的悲歌》 - 《曼克》 - 《前程似锦的女孩》 - 《美国诉比莉·哈乐黛》 | 最佳視覺效果 - 《TENET天能》 - 《怒海戰艦》 - 《隱形人》 - 《曼克》 - 《永夜漂流》 - 《花木兰》 - 《神力女超人1984》 |
| 最佳喜劇電影 - 《棕榈泉》 - 《女人四十玩说唱》 - 《芭樂特電影續集》 - 《史泰登島國王》 - 《触礁》 - 《毕业舞会》 | 最佳外語片 - 《夢想之地》( 美国) - 《酒精计划》( 丹麦) - 《集体》( 羅馬尼亞) - 《哭泣的女人》( ) - 《來日同行》 ( 義大利) - 《我们俩》 ( 法國) |

### #SeeHer大奖
- Zendaya[3]

## 多项提名和获奖电影
| 提名数 | 影片                       | 制片公司        |
| ------ | -------------------------- | --------------- |
| 12     | 《曼克》                   | Netflix         |
| 10     | 《夢想之地》               | A24             |
| 8      | 《蓝调天后》               | Netflix         |
| 7      | 《世界新闻》               | 环球影业        |
| 6      | 《誓血五人组》             | Netflix         |
| 6      | 《无依之地》               | 探照灯影业      |
| 6      | 《迈阿密的一夜》           | 亚马逊工作室    |
| 6      | 《前程似锦的女孩》         | 焦点影业        |
| 6      | 《芝加哥七人案：驚世審判》 | Netflix         |
| 5      | 《金属之声》               | 亚马逊工作室    |
| 5      | 《TENET天能》              | 华纳兄弟        |
| 4      | 《困在时间里的父亲》       | 索尼            |
| 3      | 《艾瑪.》                  | 焦点影业        |
| 3      | 《猶大與黑色彌賽亞》       | 华纳兄弟        |
| 3      | 《來日同行》               | Netflix         |
| 3      | 《永夜漂流》               | Netflix         |
| 3      | 《从不，很少，有时，总是》 | 焦点影业        |
| 3      | 《美国诉比莉·哈乐黛》      | Hulu            |
| 2      | 《芭樂特電影續集》         | 亚马逊工作室    |
| 2      | 《第一头牛》               | A24             |
| 2      | 《乡下人的悲歌》           | Netflix         |
| 2      | 《花木兰》                 | 迪士尼          |
| 2      | 《触礁》                   | A24 / Apple TV+ |
| 2      | 《大卫·科波菲尔的个人史》  | 探照灯影业      |
| 2      | 《女人的碎片》             | Netflix         |

| 获奖数 | 影片                       |
| ------ | -------------------------- |
| 4      | 《无依之地》               |
| 3      | 《蓝调天后》               |
| 2      | 《夢想之地》               |
| 2      | 《前程似锦的女孩》         |
| 2      | 《芝加哥七人案：驚世審判》 |